# Burak Aydın
Burak Aydın (* 21. April 1995 in Gebze) ist ein türkischer Fußballspieler, der aktuell für Bucaspor spielt.

## Karriere

### Verein
Aydın begann mit dem Vereinsfußball in der Jugend des Amateurvereins K. Çayspor und wechselte 2005 in die Jugend des Traditionsvereins Bucaspor. Zur Saison 2012/13 wurde er mit einem Profivertrag ausgestattet und von Trainer Sait Karafırtınalar in den Kader der ersten Mannschaft aufgenommen. Sein Profidebüt gab er dabei am 1. September 2012 bei der Zweitligabegegnung gegen Kayseri Erciyesspor. Am Ende der Saison 2011/12 konnte er mit der Reservemannschaft Bucaspors die Vizemeisterschaft der TFF A2 Ligi erreichen.

### Nationalmannschaft
Aydın durchlief von der U-15- bis zur U-18-Nationalmannschaft alle Altersstufen der Türkei.

## Erfolge
- Bucaspor A2 (Rerservemannschaft):
  - Vizemeisterschaft der TFF A2 Ligi (1): 2011/12